# Hermannia holosericea
Hermannia holosericea är en malvaväxtart som beskrevs av Nikolaus Joseph von Jacquin. Hermannia holosericea ingår i släktet Hermannia och familjen malvaväxter. Inga underarter finns listade i Catalogue of Life.